# Schwarze Sonne (Vogelflug)

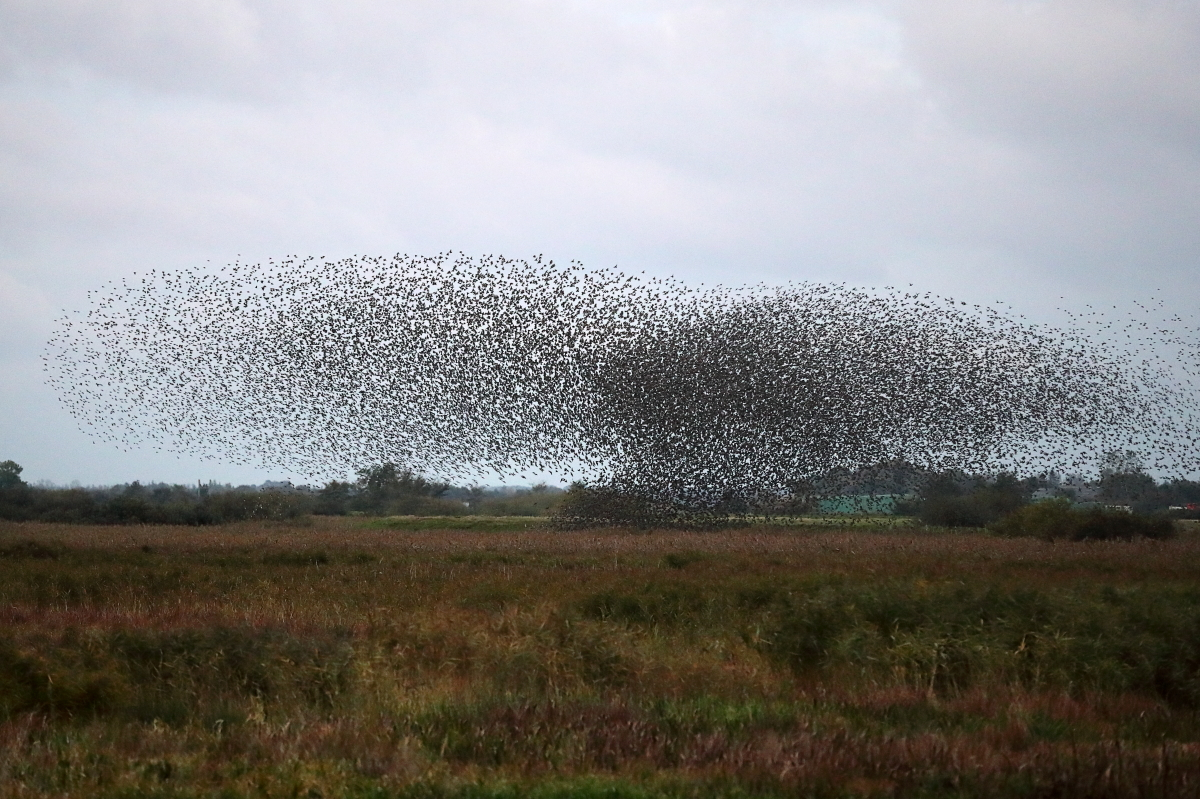
Starenschwarm in Nordfriesland

Als Schwarze Sonne (dänisch Sort sol) wird im Dänischen das Naturschauspiel der Starenschwärme bezeichnet. Da die Stare vor Sonnenuntergang schwärmen, kann der Eindruck entstehen, dass die tiefstehende Sonne verdunkelt würde, daher die Bezeichnung. Sie ist in dem Kontext erst seit 1994 belegt.
In der deutsch-dänischen Grenzregion sind die Flugmanöver im Frühjahr und Herbst vor allem im Marschland von Tondern und Nordfriesland zu beobachten. Hier finden hunderttausende Zugvögel einen Rastplatz, wenn sie zwischen den nordeuropäischen Brutgebieten und dem südlichen Winterquartier wechseln. Das Spektakel zieht regelmäßig zahlreiche Vogelbeobachter aus dem Umland an.